# متیل کلروفرمات
متیل کلروفرمات (به انگلیسی: Methyl chloroformate) یک ترکیب شیمیایی با شناسه پاب‌کم ۶۵۸۶ است. 